# Glycerolester kyseliny octové
Glyceroltriester kyseliny octové (někdy též trioctan glycerolu) je kapalná, bezbarvá, organická sloučenina. Jedná se o ester kyseliny octové a glycerolu.

## Výroba
Tato látka se vyrábí reakcí kyseliny octové a glycerolu, dle rovnice:

3CH3COOH + CH3OH-CH2OH-CH3OH ⇌ (CH3CO)CH3-(CH3CO)CH2-(CH3CO)CH3 + 3H2O

Tato reakce je vratná. Rovnováha mezi jednotlivými stranami rovnice záleží na pH: se snižujícím se pH roste množství glycerolesteru kyseliny octové a vody, naopak v zásaditém prostředí převažuje kyselina octová a glycerin. Obvykle se roztok okyseluje kyselinou sírovou.

Výsledná směs produktů se odděluje destilací, oddělí se tím i vedlejší produkty (kupř.: monooctan glycerolu a dioctan glycerolu), voda a kyselina sírová.

## Reakce
Při reakci s hydroxidy se tato látka rychle rozpadá za vzniku příslušného octanu a glycerolu. Kupříkladu s hydroxidem sodným reaguje takto:

(CH3COO)CH3-(CH3COO)CH2-(CH3COO)CH3 + 3NaOH → 3CH3COONa → CH3OH-CH2OH-CH3OH

## Použití
Tato látka se používá jako přídatná látka, v Evropské unii se označuje E 1518. Tato látka se mimo jiné vyskytuje v bionaftě, v lidském těle je to nejjednodušší využitelný tuk (jeho rozkladem při plné oxidaci vznikne 24 ATP z ADP).